# Luis Fernández de Córdova
Pour les articles homonymes, voir Fernández de Córdoba.
Luis Fernández de Córdova, né à San Fernando (Cadix) le 2 août 1798 et mort à Lisbonne le 22 avril 1840, est un militaire, homme politique et diplomate espagnol.
D'idéologie clairement absolutiste durant le règne de Ferdinand VII, il se soulève contre le gouvernement lors du  Triennat libéral mais échoue et se trouve contraint de s'exiler en France.
Il appuie le roi lors du rétablissement de l'absolutisme et rentre dans la péninsule au cours de l'expédition d'Espagne dirigée par le duc d'Angoulème en 1823. Il est plus tard ambassadeur d'Espagne à Paris, Lisbonne et Berlin.
Il rentre en Espagne à la mort du roi pour appuyer Isabelle II dans la Première Guerre carliste. Il soutient la mise en application du Statut royal de 1834. Arrivé sur le front nord il est nommé à la tête d'une division de l'armée de Rodil, en dépit de son manque d'expérience. Après la destitution de Rodil en octobre 1834, on lui confie le commandement des exsangues troupes isabellines en Navarre et il affronte l'armée de Zumalacárregui aux batailles de Mendaza et d'Arquijas. En juin 1835 il participe au soulèvement du siège de Bilbao et reçoit le commandement de l'armée du nord. En juillet il triomphe à la bataille de Mendigorría, en Navarre. Il décide cependant d'abandonner les combats dans les vallées navarraises des Amescoas et de la Borunda, dans lesquelles Zumalacárregui avait provoqué de lourdes pertes dans les troupes isabellines avec des techniques de guérilla. Il déplace le front vers les frontières nord d'Alava avec la Biscaye et le Guipuscoa. 
Lorsqu'en 1836 la régente Marie Christine se voit obligée à rétablir la Constitution de 1812 il abandonne le commandement et fuit en France. Ses soldats avaient montré un fort mécontentement dû au mauvais traitement qu'il leur infligeait, et tout particulièrement en réaction à l'inutile sacrifice de vies survenu lors à Arquijas, si bien qu'il craignait d'être assassiné par ceux-ci.
À Paris il publie un mémoire pour se justifier et tente de le diffuser en Espagne mais il est intercepté à la frontière et il entreprend la réalisation d'une nouvelle édition à Madrid. De retour en Espagne en 1838, il tente d'organiser un soulèvement des casernes sévillanes mais échoue et se trouve contraint de fuir au Portugal en 1838. Il meurt deux ans plus tard.